# The Comics Journal
The Comics Journal (часто скорочується TCJ) — американський журнал присвячений коміксами, новинам, критиці і обзорам.
Журнал відомий своїми тривалими й детальними інтерв'ю з творцями та редакторами коміксів, дотепними редакційними статтями й докладними оглядами продуктів основної індустрії коміксів. Сайт, також, займатися пропагандою думки, що комікси є образотворчим мистецтвом, що заслуговують більш широкої культурної поваги, і отже — вони заслуговують на значно більшу увагу, як читачів, так і критиків. І в цілому — журнал виступає за популяризацію коміксів в масах.

## Історія
У 1976 році Гері Грот і Майкл Кетрон придбали The Nostalgia Journal, невеликого конкурента газети The Buyer's Guide for Comics Fandom. У той час Грот і Кетрон вже випускали журнал Sounds Fine схожого формату — для колекціонерів звукозаписів. З 27 випуску, який вийшов в липні 1976 року назву журналу було змінено на The New Nostalgia Journal, а з 37 випуску, який вийшов в грудні 1977 видання змінило формат журналу і стало називатися The Comics Journal.
Також, сайтом був узятий слоган, яким став вираз «Якісне видання для справжнього фаната коміксів» (англ. «A quality publication for the serious comics fan»). В доповнення до тривалих інтерв'ю з діячами коміксів Comics Journal завжди публікувалася критика, і журнал, у свою чергу, часто й сам їй піддавався. А в березні 1979 року журнал вже мав тираж в 10 000 примірників. З 2000 року журнал публікує серію щорічних спеціальних випусків, що поєднують свій звичайний критичний формат з розширеними зразками оригінальних коміксів. До листопадного виходу 300 випуску у 2009 році журнал виходив двічі на місяць. Потім він змінив формат на піврічний, випускаючи два випуски на рік. Після цього печатна версія журналу була зупинена і з того часу він випускається виключно в онлайн версії.

## Нагороди
| Рік  | Організація  | Номінація                                                     | Результат |
| ---- | ------------ | ------------------------------------------------------------- | --------- |
| 1990 | Harvey Award | Найкраща біографічна, історична або журналістська презентація | Перемога  |
| 1991 | Harvey Award | Найкраща біографічна, історична або журналістська презентація | Перемога  |
| 1992 | Harvey Award | Найкраща біографічна, історична або журналістська презентація | Перемога  |
| 1993 | Harvey Award | Найкраща біографічна, історична або журналістська презентація | Перемога  |
| 1995 | Harvey Award | Найкраща біографічна, історична або журналістська презентація | Перемога  |
| 1996 | Eisner Award | Найкраще періодичні видання/публікація, пов'язані з коміксами | Перемога  |
| 1997 | Harvey Award | Найкраще періодичні видання/публікація, пов'язані з коміксами | Перемога  |
| 1998 | Eisner Award | Найкраще періодичні видання/публікація, пов'язані з коміксами | Перемога  |
| 1998 | Harvey Award | Найкраща біографічна, історична або журналістська презентація | Перемога  |
| 1999 | Eisner Award | Найкраще періодичні видання/публікація, пов'язані з коміксами | Перемога  |
| 2000 | Harvey Award | Найкраща біографічна, історична або журналістська презентація | Перемога  |
| 2001 | Harvey Award | Найкраща біографічна, історична або журналістська презентація | Перемога  |
| 2003 | Harvey Award | Найкраща антологія Comics Journal Summer Special 2002         | Перемога  |
| 2005 | Eagle Award  | Улюблений журнал про комікси                                  | Перемога  |
| 2006 | Harvey Award | Найкраща біографічна, історична або журналістська презентація | Перемога  |
| 2009 | Eisner Award | Найкраще періодичні видання/публікація, пов'язані з коміксами | Номінація |